# Nay, Manche
Nay är en kommun i departementet Manche i regionen Normandie i norra Frankrike. Kommunen ligger i kantonen Périers som tillhör arrondissementet Coutances. År 2022 hade Nay 68 invånare.

## Befolkningsutveckling
Antalet invånare i kommunen Nay
| Referens: INSEE |